# Datang (ort i Kina, Tibet Autonomous Region, lat 31,54, long 93,11)
Datang (kinesiska: 达塘, Datang Gongshe, 达塘公社, 达塘乡) är en ort i Kina. Den ligger i den autonoma regionen Tibet, i den sydvästra delen av landet, omkring 280 kilometer nordost om regionhuvudstaden Lhasa. Antalet invånare är 7 025. Befolkningen består av 3 493 kvinnor och 3 532 män. Barn under 15 år utgör 38 %, vuxna 15-64 år 57 %, och äldre över 65 år 4,0 %.
Runt Datang är det mycket glesbefolkat, med 4 invånare per kvadratkilometer. Datang är det största samhället i trakten. Trakten runt Datang består i huvudsak av gräsmarker.